# 井沢弥惣兵衛

井沢弥惣兵衛像

井沢 弥惣兵衛（いざわ やそべえ、承応3年（1654年） - 元文3年3月1日（1738年4月19日））は、江戸時代の治水家、旗本、美濃郡代。諱は為永（ためなが）。紀伊国那賀郡溝ノ口村（現・和歌山県海南市野上新）の豪農の出身。生年は1663年（寛文3年）とする説もある。

## 生涯
元禄3年（1690年）、徳川光貞に召し出され、紀州藩の勘定方に就任。紀州藩主であった徳川吉宗（後の第8代将軍）の命を受け、紀の川流域の新田開発を行った。その後、享保期に全国で新田開発が進み、享保7年（1722年）に将軍となっていた吉宗の命により灌漑や新田開発といった事業に尽力した。享保8年（1723年）には旗本となった（徳川実紀）。主な事業に、武蔵国の見沼干拓、見沼代用水開削、多摩川改修、下総国の手賀沼の新田開発、木曽三川の改修計画、鴻沼の干拓、小合溜井などがある。また、幕臣としても享保16年（1731年）に勘定吟味役、享保20年（1735年）に美濃郡代に就任して活躍した。

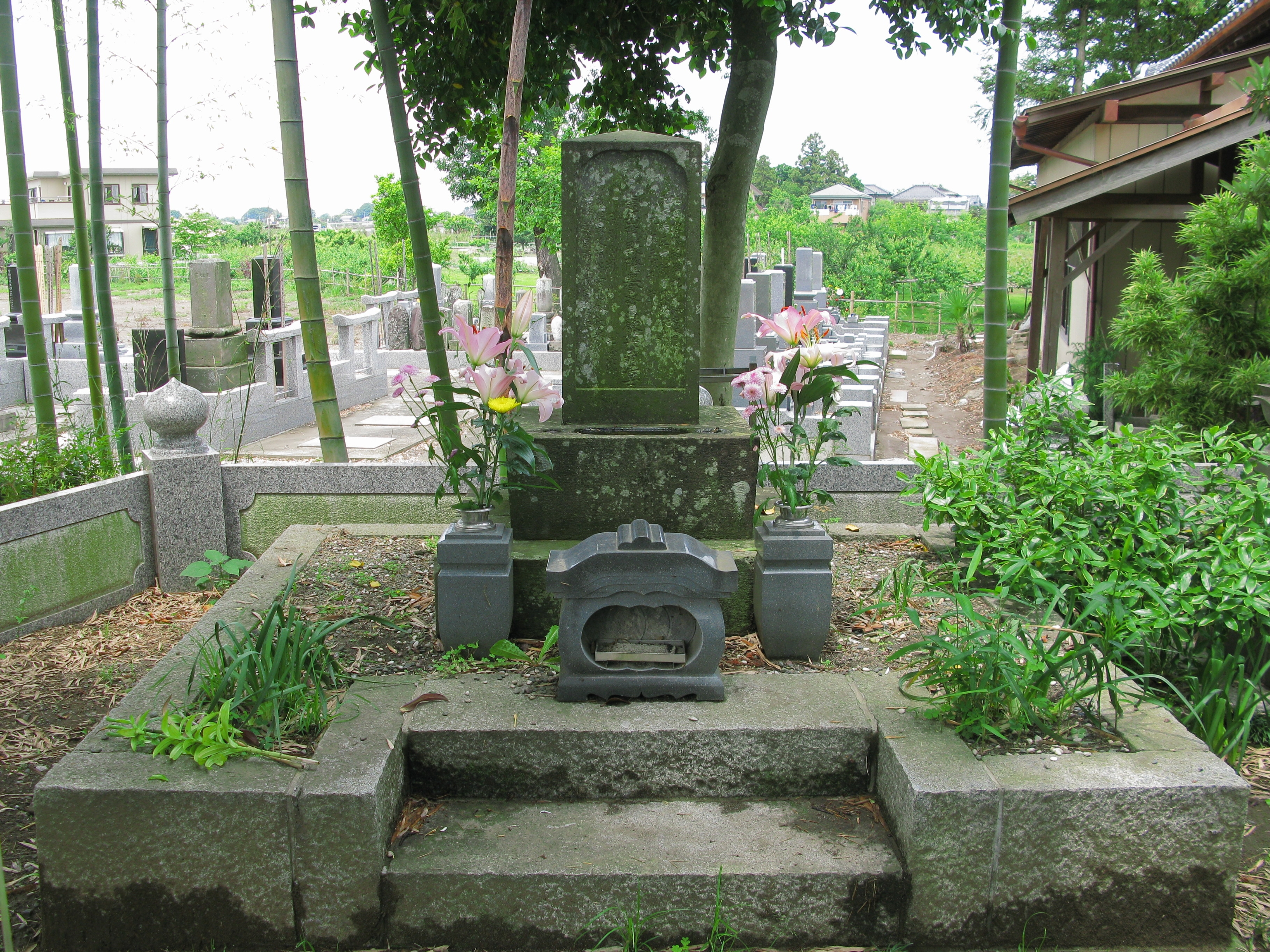
常福寺の井沢弥惣兵衛の墓

元文3年（1738年）3月1日、死去。墓は千代田区麹町の浄土宗心法寺（千代田区唯一の墓地のある寺院）。法名は崇岳院殿隆譽賢巌英翁居士。心法寺の墓石には「俗名井澤彌總兵衛爲永　行年七十六」とあり、享年が正しいとすると寛文3年（1663年）生まれになる。また、見沼代用水流域の埼玉県白岡市、柴山伏越近くの常福寺にも分骨された墓がある。さいたま市見沼区の萬年寺には、文化14年（1817年）に弥惣兵衛の功績を称えて「頌徳碑」が建てられた。大正4年（1915年）、従五位を追贈された。
子の楠之丞正房も弥惣兵衛を名乗り、元文4年（1739年）に手賀沼新田方となるなど、父と同様に治水で活躍した。さいたま市緑区の見沼自然公園に井沢弥惣兵衛の銅像が建てられている。